# 10108 Tomlinson
10108 Tomlinson è un asteroide della fascia principale. Scoperto nel 1992, presenta un'orbita caratterizzata da un semiasse maggiore pari a 2,4019882 au e da un'eccentricità di 0,1519145, inclinata di 25,98890° rispetto all'eclittica.
L'asteroide è dedicato al programmatore statunitense Ray Tomlinson.